# Batracomorphus krameri
Batracomorphus krameri är en insektsart som beskrevs av Rauno E. Linnavuori och Quartau 1975. Batracomorphus krameri ingår i släktet Batracomorphus och familjen dvärgstritar. Inga underarter finns listade i Catalogue of Life.